# Río Isla
El río Isla (en gaélico escocés: Abhainn Ile) es un corto río del Reino Unido, un afluente del río Tay en Perthshire, Escocia. Corre 74 km a través de Glen Isla (Gleann Ile) y Strathmore (Srath Mòr). No debe confundirse con el río Isla de Moray, que fluye a través de Strathisla.